# سنغ بير (كوهباية)
سنغ بیر (بالفارسية: سنگ‌پیر) هي قرية تقع في إيران في قسم كوهبایة الريفي. يقدر عدد سكانها بـ 225 نسمة بحسب إحصاء 2016.